# Torcheville
Torcheville là một xã trong vùng Grand Est, thuộc tỉnh Moselle, quận Château-Salins, tổng Albestroff. Tọa độ địa lý của xã là 48° 54' vĩ độ bắc, 06° 50' kinh độ đông. Xã có diện tích 6,14 km², dân số vào thời điểm 1999 là 172 người; mật độ dân số là 28 người/km².

## Thông tin nhân khẩu
| 1962 | 1968 | 1975 | 1982 | 1990 | 1999 |
| ---- | ---- | ---- | ---- | ---- | ---- |
| 137  | 137  | 137  | 142  | 143  | 172  |